# Chiesa della Natività di Maria (Sorgà)
La chiesa della Natività di Maria è la parrocchiale di Sorgà, in provincia e diocesi di Verona; fa parte del vicariato di Isola della Scala-Nogara.

## Storia
La prima citazione di una chiesa a Sorgà, attestata come ecclesia beatissime Sancte Marie ubi dicitur Suregada, risale al 939; tale chiesetta ricadeva nella giurisdizione dei monaci di Santa Maria in Organo, come testimoniato anche da una bolla del 1167 di papa Alessandro III, nella quale, tra le chiese dipendenti dal monastero veronese, figura pure la cappellam Sancte Marie de Surgada cum omnibus pertinentijs suis.
Negli anni venti del XV secolo il giuspatronto passò in commenda alla famiglia dei Correr, anche se poi nel 1444 il monastero di Santa Maria in Organo e, di conseguenza, tutte le sue dipendenze, vennero rilevati dai monaci Olivetani.
Nel 1527 il vescovo ausiliare di Verona Antonio de Becharis, giunto alla chiesa sorgarese, vide che l'edificio era troppo piccolo per poter soddisfare le esigenze dei fedeli e che versava in pessime condizioni; cinque anni dopo il vescovo Gian Matteo Giberti trovo la medesima situazione e, oltre a lamentare l'assenza della torre campanaria, invitò a rifare la struttura.
Due anni dopo, l'abate Bartolomeo Martini, facendo seguito alle richieste del presule, fece demolire la cappella altomedievale e incaricò il capomastro Zuane Antonio Busato di costruire la nuova chiesa, che venne portata a termine nel 1535.
Nel 1606 la proprietà della chiesa passò ai fratelli Gottardo e Giacomo Murari, anche se il giuspatronato continuò ad appartenere ai monaci olivetani;la struttura venne restaurata nel 1646, in particolare la zona del tetto.
Un nuovo restauro fu condotto nel 1739 e nel 1762 la cura delle anime passò al clero diocesano di Verona; la chiesa venne poi ristrutturata nel 2007.

## Descrizione

### Facciata
La facciata della chiesa, che è a capanna e che volge ad oriente, è tripartita da quattro lesene ed è caratterizzata centralmente dal portale d'ingresso e da una finestra circolare e lateralmente da due finestre; ai lati e sopra gli spioventi del tetto sono collocate dei supporti in pietra sorreggenti altrettante croci.

### Interno
L'interno si compone di un'unica navata, coperto dal tetto sorretto da capriate, sulla quale si aprono le due cappellette laterali, nelle quali sono collocati gli altari del Sacro Cuore e della Madonna; al termine dell'aula vi è il presbiterio, rialzato di tre scalini, voltato a botte e chiuso dall'abside a fondo piatto.
Opere di pregio qui conservate sono la pala avente come soggetto la Santa Maria Vergine assieme a dei Santi, eseguita da Paolo Farinati nel 1538, il quadro con la Vergine Maria e i 15 misteri, e la pala ritraente i Santi Antonio da Padova, Francesca Romana e Bartolomeo, realizzata da mano ignota.